# Barragem de Edenville
A barragem de Edenville era uma barragem de aterro na confluência do rio Tittabawassee e seu tributário, o rio Tobacco, em Michigan central, Estados Unidos, formando o lago Wixom. A barragem fica a cerca de 1 km ao norte de Edenville, principalmente no canto sudeste do Município de Tobacco, no Condado de Gladwin, com o extremo sudeste atingindo o município de Ede nvilleno Condado de Midland. A sua altura era de 16 m, o comprimento era de 2 000 m na sua coroa.
A barragem foi construída em 1924 para a geração de hidroeletricidade e para controle de inundações. A barragem foi equipada com duas turbinas de 2,4 MW capazes de gerar 4,8 MW de eletricidade no total.
Em maio de 2020, após fortes chuvas, a barragem de Edenville rompeu e a barragem de Sanford a jusante transbordou, causando grandes inundações no Condado de Midland, incluindo a cidade de Midland.

## História
A barragem foi construída em 1924 por Frank Isaac Wixom, após o qual é nomeado o reservatório formado pela barragem. Wixom era dono de um circo antes de construir a barragem.
A barragem era privada e a propriedade era operada pela Boyce Hydro Power, uma empresa com sede em Edenville, que também possuía outras três instalações hidrelétricas no Tittabawassee: as barragens Secord, Smallwood e Sanford.

### Litígios de segurança e nível do lago
Em uma potência federal raramente usada, a Comissão Federal de Regulamentação de Energia (FERC) encerrou a licença da Boyce Hydro Power em 2018, devido à sua "incapacidade de passar na provável máxima inundação (PMF)", além de outras sete falhas. O governo federal estava preocupado com o facto de "se uma forte inundação acontecer a barragem não ter capacidade de passar água suficiente, entre outras questões e violações".
Após a revogação da licença do governo federal em 2018, o Departamento de Meio Ambiente, Grandes Lagos e Energia de Michigan (EGLE) supervisionou a barragem. A EGLE determinou que a barragem era estruturalmente sólida. Edenville e as outras antigas represas de Boyce foram retomadas em 2019 pela Força de Tarefa de Four Lakes, uma autoridade delegada do condado, com título para transferência no início de 2022. O estado de Michigan reservou $5 milhões para a compra. A Força-Tarefa dos Quatro Lagos opera sob o Distrito de Avaliação dos Quatro Lagos, no Estado de Michigan, criado em maio de 2019 pelo juiz Stephen Carras. Em 2019, o 42º Tribunal do Circuito de Michigan estava envolvido na determinação de se apenas os proprietários das margens do lago ou todos os residentes da área pagariam impostos ao Distrito de Avaliação de Four Lakes.
Em outubro de 2018 e novamente em meados de novembro de 2019, o operador da barragem diminuiu o nível da água, no que chamou de "uma medida de segurança". Eles afirmaram ter solicitado uma autorização para baixar o nível do EGLE de Michigan, uma essa licença não dada. A operadora disse que agiu "devido à preocupação com a segurança de suas operadoras e da comunidade a jusante", e processou a EGLE em um tribunal federal, alegando que "suas preocupações com a segurança eram fundamentais".
Em dezembro de 2019, a Comissão Federal de Regulamentação de Energia emitiu uma autorização para investigar a expansão da usina hidrelétrica com uma segunda casa de força contendo uma unidade de turbina-gerador e 1,2 MW, totalizando 6 MW.
O operador da barragem disse que começou a elevar o nível da água do lago em abril de 2020, sob ameaça de ser processado pelo EGLE de Michigan, e que atingiu o "nível normal da lagoa" na primeira semana de maio. O procurador-geral do Michigan confirmou que a EGLE havia instruído o operador a elevar o nível da água, afirmando: "O Michigan EGLE instruiu Boyce a seguir os requisitos do nível do lago ordenados pela corte", mas desafiou que o operador a tivesse reduzido por razões de segurança.
Em abril de 2020, a EGLE processou Boyce, alegando que havia baixado o nível da água sem permissão em 2018 e 2019, matando milhares de mexilhões de água doce.

### Falha na barragem

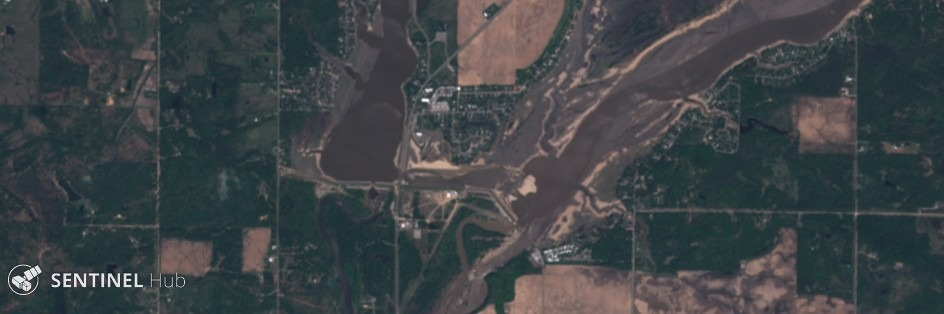
falhou

Em 19 de maio de 2020, às 17h46, devido ao fluxo maciço de fortes chuvas na área, o lado leste da barragem entrou em colapso, provocando evacuações imediatas nas cidades de Edenville e Sanford. A represa de Sanford, cerca de 10 milhas (16 km)   jusante, subsequentemente transbordou, exigindo evacuações em grande parte da região central de Midland, 9,7 km mais a jusante. O governador Gretchen Whitmer declarou o estado de emergência e anunciou uma investigação sobre os operadores da barragem por suposta negligência. Mais de 10 000 residentes locais foram evacuados, pois as autoridades alertaram os moradores para manter o distanciamento social durante a pandemia do COVID-19.
O rio Tittabawassee atingiu a enchente de 10,68 m no dia 20 de maio, resultando em extensas inundações em todo o leste de Midland e em partes baixas do distrito central da cidade, danificando seriamente a maior parte da vila de Sanford. A extensão das águas da enchente foi visível do espaço em 22 de maio. As operações da Dow Chemical em Midland foram ameaçadas pelas inundações, mas supostamente não sofreram danos sérios. Na manhã de 20 de maio, nenhuma vítima foi registada como resultado das inundações.